# Qikiqtarjuaq
Qikiqtarjuaq (Grande ilha) é uma comunidade inuit e também nome de uma ilha situada na região de Qikiqtaaluk, Nunavut, Canadá.
Está localizada no estreito de Strait, perto da ilha de Baffin. A ilha é conhecida pela sua vida selvagem, como ursos polares e baleias. Sua população é de 473 habitantes.